# Associazione internazionale per la coscienza di Krishna

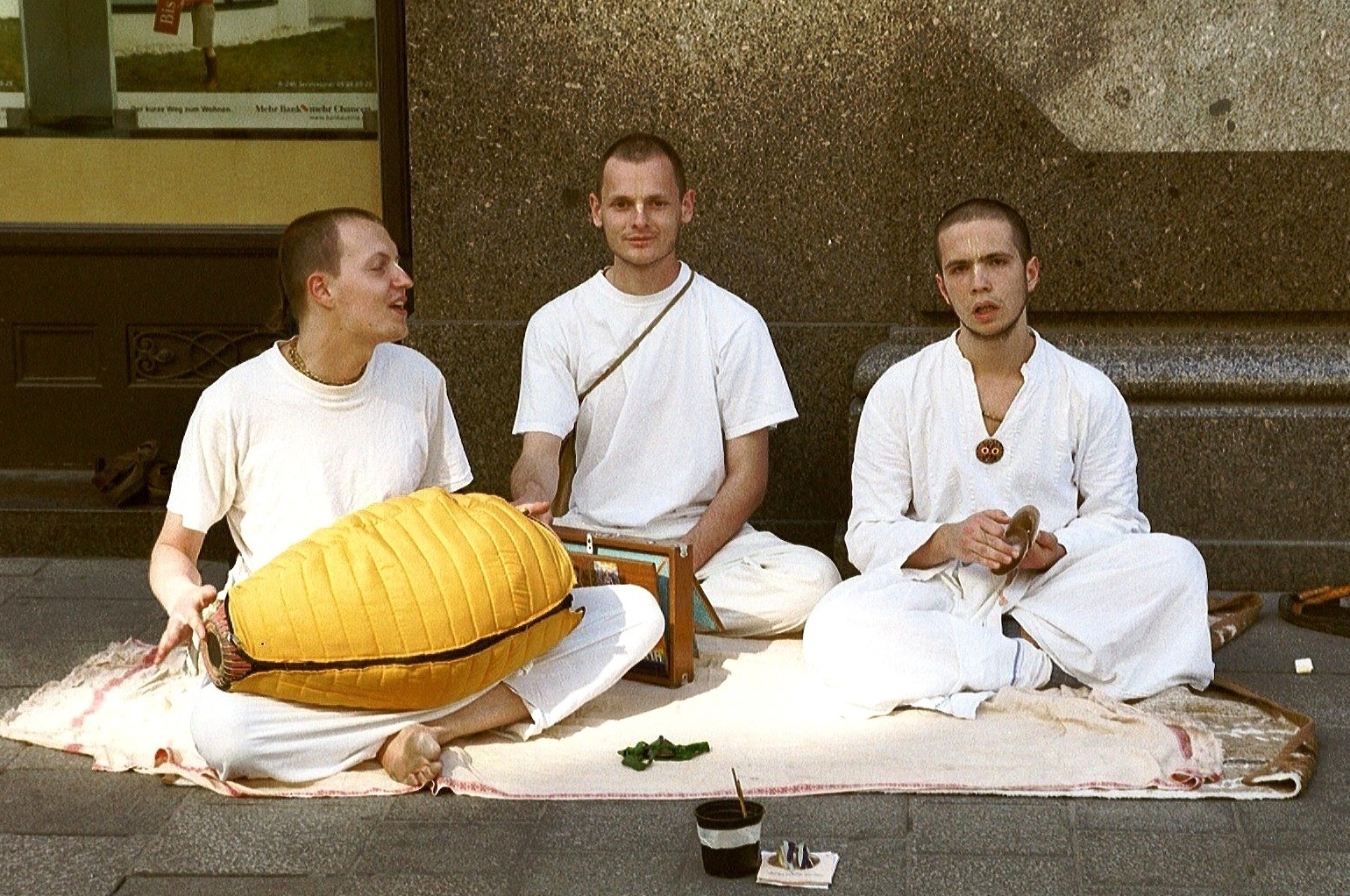
Membri dell'ISKCON impegnati in un bhajan a Vienna

Il Movimento Hare Krishna è il nome con cui è più nota l'International Society for Krishna Consciousness (Associazione internazionale per la coscienza di Krishna), o ISKCON, l'associazione fondata a New York nel 1966 dal maestro spirituale indiano A.C. Bhaktivedanta Swami Prabhupada (1896-1977).
L'ISKCON, espressione del movimento viṣṇuita/kṛṣṇaita dell'India nord-orientale (Bengala), si basa sull'insegnamento del mistico bengalese Caitanya (1486 - 1533), secondo una linea discepolare di maestri spirituali (guru paramparā) che i gauḍīya fanno risalire a Kṛṣṇa.
La dottrina, come per le altre correnti gauḍīya, si fonda sulla focalizzazione della fede religiosa nella figura di Kṛṣṇa, qui inteso come il Bhagavat, Dio, la Persona suprema, in quella della sua eterna paredra, Rādhā, qui intesa come stessa manifestazione del Bhagavat, e in quella di Caitanya (e del relativo "Pañca-tattva") e sulla promozione di un'attiva azione missionaria.

## Gli obiettivi
L'ISKCON si propone, sin dalla fondazione, sei obiettivi:
- diffondere la "conoscenza spirituale", ovvero di quelle dottrine religiose proprie delle scuole gauḍīya;
- diffondere la "coscienza di Kṛṣṇa" tramandata dalle scritture, queste sono, in particolar modo, da intendersi:
  - la Bhagavadgītā
  - la Īśopaniṣad
  - lo Śrīmad Bhāgavatam (Bhāgavata Purāṇa)
  - il Caitanya-caritāmṛta
  - i relativi commentari ed epitomi redatte da A.C. Bhaktivedanta Swami Prabhupada;
- diffondere il movimento del saṃkīrtana (canto religioso pubblico) fondato dal mistico bengalese del XVI secolo Caitanya;
- costruire templi e luoghi dedicati a Kṛṣṇa;
- creare occasioni di incontro per i membri, diffondendo tra loro uno stile di vita improntato alla sobrietà;
- redigere, pubblicare e diffondere libri e periodici[4][5] attinenti ai punti di cui sopra.

## Le regole
L'associazione chiede a tutti i membri la recita di un certo numero di japa mālā del mantra Hare Kṛṣṇa (nāmasmaraṇa) e del canto devozionale (nāmasaṃkīrtana), nonché il rispetto di quattro principi regolatori:
- seguire una dieta latto-vegetariana[10];
- non assumere intossicanti (compresi tabacco, caffè, tè e alcolici);
- non praticare sesso al di fuori dal matrimonio[11][12] e a scopi non riproduttivi;
- non praticare gioco d'azzardo.

I nuovi membri devono affrontare un periodo di prova di almeno sei mesi, rispettando rigorosamente i principi regolatori, al termine del quale, possono scegliere un guru dell'ISKCON ed essere iniziati (dīkṣā).
L'iniziazione avviene attraverso la celebrazione di uno yajña, un rituale durante il quale il devoto riceve dal maestro un nome legato alla tradizione vaiṣṇava (completato dal suffisso dāsa o dāsī, "servitore" o "servitrice") ed un rosario, il japa mālā.
I membri segnano tradizionalmente il corpo e la fronte con il tilaka.
Gli uomini si rasano i capelli, lasciando un codino (śikhā), e vestono di color zafferano se celibi (brahmācarya) o di bianco se sposati, quindi "capo famiglia" (gārhasthya). Le donne indossano abitualmente il sari, bianco se sono vedove o se hanno raggiunto lo status di saṃnyāsa.

## La struttura e le iniziative
Dopo la grande diffusione negli anni settanta, indirizzata soprattutto al proselitismo mirante a una vita espressamente cenobitica e quindi a una radicale rinuncia alla vita mondana, oggi l'ISKCON si compone soprattutto di membri che vivono all'esterno dei templi, in comunità che possono anche rinunciare al tradizionale abbigliamento dei devoti hindū.
L'associazione si articola oggi in circa 400 centri, 50 comunità rurali e fattorie, 10 scuole e 60 ristoranti vegetariani in tutto il mondo.
La sede centrale dell'associazione è a Mayapur, in India. L'ISKCON è gestita dalla Governing Body Commission (GBC), creata dallo stesso A.C. Bhaktivedanta Swami Prabhupada nel 1970, affinché lo affiancasse nella gestione organizzativa e perché amministrasse l'associazione dopo la sua morte.
Nel 1972 venne creata la BBT - Bhaktivedanta Book Trust, una casa editrice impegnata nella diffusione delle opere di A.C. Bhaktivedanta Swami Prabhupada e della letteratura religiosa propria del viṣṇuismo gauḍīya, che pubblica in sessanta lingue diverse, la cui sede centrale è a Los Angeles.
Dal 1997 i dodici membri del GBC vengono coadiuvati da un forum composto da devoti anziani. È il GBC che nomina i saṃnyāsa ed i maestri iniziatori (dīkṣā guru) dell'associazione, autorizzati a concedere l'iniziazione ai nuovi membri.
Dal 2009 il GBC ha stabilito che anche le donne possono diventare maestri.
Ispirato e in parte finanziato dall'ISKCON, Food for life  è un programma che si occupa della distribuzione di pasti vegetariani e di altre iniziative benefiche, quali la creazione di scuole, la protezione delle vedove, il soccorso alle vittime di catastrofi naturali, adozioni a distanza, etc.